# Sedmipočetníci

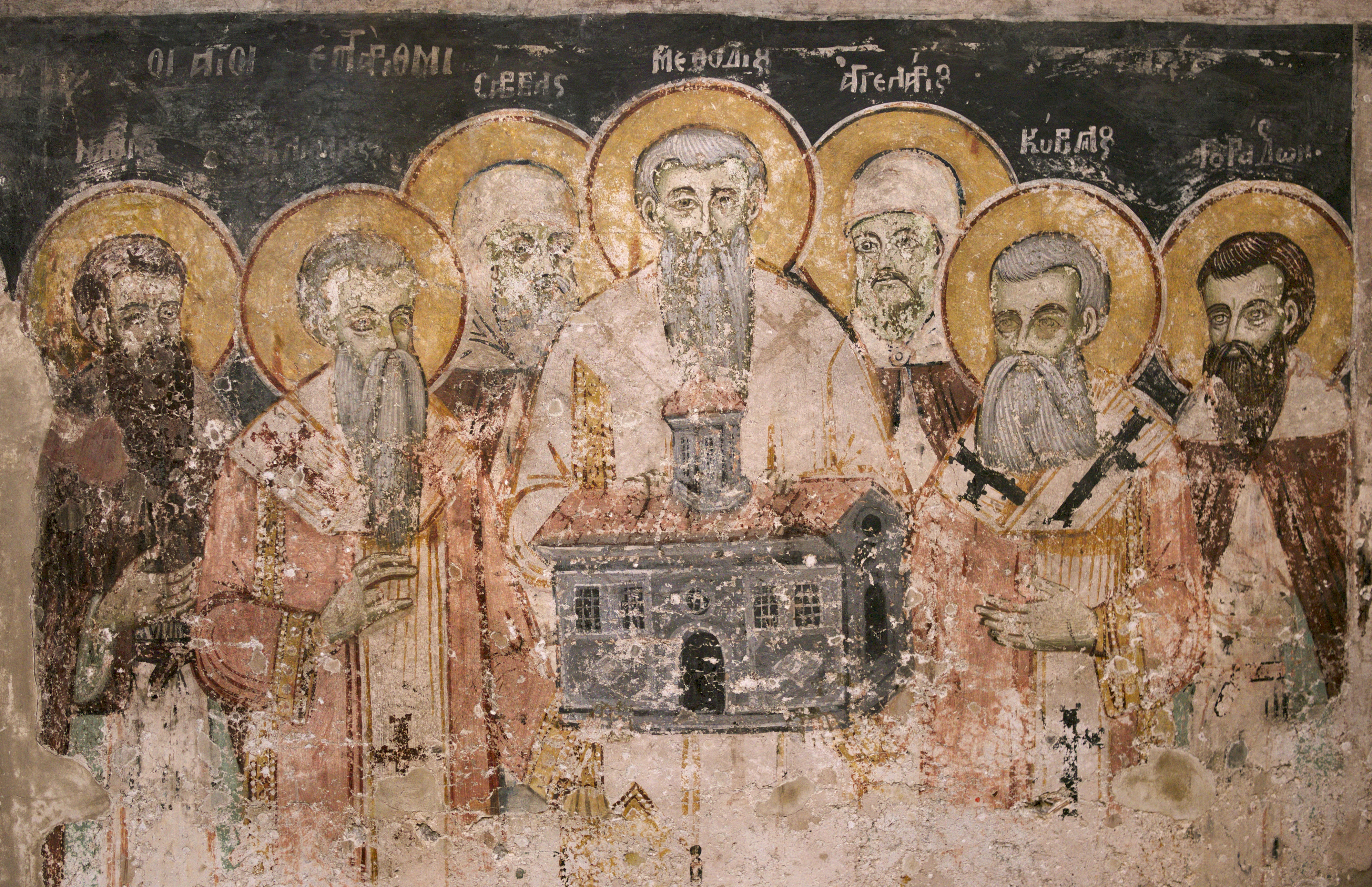
Svatí Sedmipočetníci. Stenopis z kláštera svatého Nauma na břehu Ochridského jezera.

Svatí Sedmipočetníci (Sedm slovanských svatých či Sedm apoštolů Bulharska) je souhrnné označení pro sedm svatých: svatý Cyril, svatý Metoděj, svatý Gorazd, svatý Kliment, svatý Naum, svatý Sáva a svatý Angelár. Jde o sv. Cyrila a sv. Metoděje a jejich žáky; někteří z nich po vyhnání z Velké Moravy založili v Ochridu středisko slovanské bohoslužby. Sv. Kliment se tam stal biskupem a je tam i pochován.

## Úcta
Sv. Cyril, Metoděj a jejich žáci jsou společně uctíváni především v řeckokatolické církvi a mezi pravoslavnými hlavně v Bulharsku, jejich svátek připadá na 27. červenec; katolická církev tento den slaví svátek svatého Gorazda a jeho společníků. Zřejmě jediná kaple v Česku zasvěcená společně svatým Sedmipočetníkům se nachází v obci Vír  (kaple svatých Sedmipočetníků a svaté Zdislavy).